# Sphex ferrugineipes
Sphex ferrugineipes är en biart som beskrevs av W. Fox 1897. Sphex ferrugineipes ingår i släktet Sphex och familjen grävsteklar. Inga underarter finns listade i Catalogue of Life.